# سام دارنولد
ساموئل ریچارد دارنولد (زادهٔ ۵ ژوئن ۱۹۹۷) کوارتربک فوتبال آمریکایی برای تیم سانفرانسیسکو ۴۹رز لیگ ملی فوتبال (NFL) است. در سن ۲۱ سالگی، او جوانترین کوارتربک آغازین روز افتتاحیه NFL از زمان ادغام AFL-NFL بود. دارنولد در ۵ ژوئن ۱۹۹۷ در دانا پوینت، کالیفرنیا به دنیا آمد